# Montello
Montello là một đô thị ở tỉnh Bergamo trong vùng Lombardia của nước Ý, có vị trí cách khoảng 50 km về phía đông bắc của Milano và khoảng 11 km về phía đông nam của Bergamo. Tại thời điểm ngày 31 tháng 12 năm 2004, đô thị này có dân số 2.668 người và diện tích là 1,7 km².
Montello giáp các đô thị: Albano Sant'Alessandro, Bagnatica, Costa di Mezzate, Gorlago, San Paolo d'Argon.